# Jacson Pita
Jacson Pita (n. Esmeraldas, Ecuador; 8 de diciembre de 1995) es un futbolista ecuatoriano. Juega de delantero y su equipo actual es Gualaceo Sporting Club de la Serie B de Ecuador.

## Trayectoria
Pita se formó en las divisiones menores del Norte América, club donde debutaría en el 2010. Ese mismo año ficha por el Independiente del Valle, siendo cedido en préstamo al Olmedo de Riobamba para el Campeonato Ecuatoriano de Fútbol Serie B 2015. Tras finalizar su cesión en el cuadro olmedino, retorna al primer plantel del Independiente del Valle.

## Estadísticas

### Clubes
Actualizado al último partido disputado el 30 de noviembre de 2024.
| Club                              | Div.          | Temporada     | Liga  | Liga  | Copas nacionales | Copas nacionales | Copas internacionales | Copas internacionales | Total | Total |
| Club                              | Div.          | Temporada     | Part. | Goles | Part.            | Goles            | Part.                 | Goles                 | Part. | Goles |
| --------------------------------- | ------------- | ------------- | ----- | ----- | ---------------- | ---------------- | --------------------- | --------------------- | ----- | ----- |
| Norte América · Ecuador           | 3.ª           | 2010          | 3     | 1     | —                | —                | —                     | —                     | 3     | 1     |
| Norte América · Ecuador           | Total club    | Total club    | 3     | 1     | 0                | 0                | 0                     | 0                     | 3     | 1     |
| Independiente del Valle · Ecuador | 1.ª           | 2012          | 2     | 0     | —                | —                | —                     | —                     | 2     | 0     |
| Independiente del Valle · Ecuador | 1.ª           | 2013          | 2     | 0     | —                | —                | —                     | —                     | 2     | 0     |
| Independiente del Valle · Ecuador | 1.ª           | 2014          | 4     | 0     | —                | —                | —                     | —                     | 4     | 0     |
| Independiente del Valle · Ecuador | 1.ª           | 2015          | 1     | 1     | —                | —                | 1                     | 0                     | 2     | 1     |
| Olmedo · Ecuador                  | 2.ª           | 2015          | 33    | 12    | —                | —                | —                     | —                     | 33    | 12    |
| Olmedo · Ecuador                  | Total club    | Total club    | 33    | 12    | 0                | 0                | 0                     | 0                     | 33    | 12    |
| Independiente del Valle · Ecuador | 1.ª           | 2016          | 26    | 4     | —                | —                | 3                     | 0                     | 29    | 4     |
| Independiente del Valle · Ecuador | 1.ª           | 2017          | 14    | 1     | —                | —                | 3                     | 0                     | 17    | 1     |
| Independiente del Valle · Ecuador | Total club    | Total club    | 49    | 6     | 0                | 0                | 7                     | 0                     | 56    | 6     |
| Mushuc Runa · Ecuador             | 2.ª           | 2017          | 16    | 4     | —                | —                | —                     | —                     | 16    | 4     |
| Mushuc Runa · Ecuador             | Total club    | Total club    | 16    | 4     | 0                | 0                | 0                     | 0                     | 16    | 4     |
| Deportivo Cuenca · Ecuador        | 1.ª           | 2018          | 40    | 11    | —                | —                | 3                     | 1                     | 43    | 12    |
| Deportivo Cuenca · Ecuador        | 1.ª           | 2019          | 6     | 1     | 3                | 3                | —                     | —                     | 9     | 4     |
| Sol de América Paraguay           | 1.ª           | 2020          | 13    | 2     | —                | —                | 4                     | 0                     | 17    | 2     |
| Sol de América Paraguay           | Total club    | Total club    | 13    | 2     | 0                | 0                | 4                     | 0                     | 17    | 2     |
| Deportivo Cuenca · Ecuador        | 1.ª           | 2021          | 7     | 0     | —                | —                | —                     | —                     | 7     | 0     |
| Deportivo Cuenca · Ecuador        | Total club    | Total club    | 53    | 12    | 3                | 3                | 3                     | 1                     | 59    | 16    |
| Deportivo Binacional · Perú       | 1.ª           | 2022          | 14    | 2     | —                | —                | —                     | —                     | 14    | 2     |
| Deportivo Binacional · Perú       | Total club    | Total club    | 14    | 2     | 0                | 0                | 0                     | 0                     | 14    | 2     |
| Imbabura S. C. · Ecuador          | 1.ª           | 2024          | 21    | 1     | 1                | 0                | —                     | —                     | 22    | 1     |
| Imbabura S. C. · Ecuador          | Total club    | Total club    | 21    | 1     | 1                | 0                | 0                     | 0                     | 22    | 1     |
| Gualaceo S. C. · Ecuador          | 2.ª           | 2025          | 0     | 0     | 0                | 0                | —                     | —                     | 0     | 0     |
| Gualaceo S. C. · Ecuador          | Total club    | Total club    | 0     | 0     | 0                | 0                | 0                     | 0                     | 0     | 0     |
| Total carrera                     | Total carrera | Total carrera | 202   | 40    | 4                | 3                | 14                    | 1                     | 220   | 44    |
| 1. 2.                             |               |               |       |       |                  |                  |                       |                       |       |       |